# Focus FM
Focus FM este un post de radio regional aflat în orașul Buzău care emite atât în Județul Buzău, cât și în județele Vrancea, Brăila, Galați și Ialomița.

## Istoric
Lansat în vara lui 2000, sub sigla Grupului de Presă Evenimentul Românesc, Focus FM a urmat standardele performanței de mare clasă. Am pus muzica la locul ei, știrile la loc de cinste, iar pe ascultători mai presus de toate. Focus FM s-a axat pe știri și a urmat o politică muzicală în funcție de segmentul său de ascultători. A adoptat formatul Adult Contemporary, publicul-țintă fiind cel cu vârsta cuprinsă între 18 și 40 de ani. O caracterizare a ascultătorului nostru îl arată pe acesta ca fiind absolvent de studii medii, cu o cultură generală satisfăcătoare, o viață dinamică, angrenat în activități care implică o nevoie mai mare de informare, în principal locuitor al mediului urban.
După patru ani de emisie, Focus FM a mai făcut un pas înainte prin extinderea emisiei, fiind primul post de radio din Buzău care acoperă municipiul Râmnicu Sărat și localitățile limitrofe, până în județul Vrancea. Focus FM este prima rețea radio din județul Buzău, cu două frecvențe distincte - 93,8 FM la Buzău și 104,7 FM la Râmnicu Sărat - ceea ce îi asigura cea mai bună acoperire în raport cu celelalte posturi radio. Practic, rețeaua Focus FM reușește să acopere tot tronsonul de autostradă DN 2-E85. DN1 este acoperit până în Județul Prahova, la limita orașului Mizil. În partea de sud-est, spre județul Brăila, Focus FM se aude până în orașul Făurei. Toate producțiile de post – jingle-uri, promo-uri, etc. - sunt realizate în studiouri profesionale din București și Londra. Ca voci de post, au colaborat cu Focus FM actorii Claudiu Istodor (Teatrul Mic) și Ștefan Sileanu (Teatrul Nottara).
Începând din 2009, Focus FM s-a extins și în județele Brăila, Galați și Vrancea. De atunci, radioul emite în cele trei județe pe frecvența 97,0 FM.
Din 1 martie 2016, Focus FM își modifică formatul și sloganul. Astfel, postul de radio se axează pe muzica românească veche, muzica de petrecere și muzica populară. În urma acestei schimbări, sloganul „Te scoate din normal“ este înlocuit de „Un radio popular“.

## Frecvențele Focus FM
| Oraș          | Frecvența |
| ------------- | --------- |
| Buzău         | 93,8 Mhz  |
| Râmnicu Sărat | 104,7 Mhz |
| Focșani       | 97,0 Mhz  |
| Brăila        | 97,0 Mhz  |
| Galați        | 97,0 Mhz  |
| Slobozia      | 92,9 Mhz  |

## Emisiunile Focus FM
- Dimineața TA - cu Adrian Ion/Karla Lucuță (luni-vineri 08:00-12:00)
- Focus Drive - cu Karla Lucuță/Adrian Ion (luni-vineri (12:00-16:00)
- Focus Hit - cu Cristina Maria Nicolae (luni-vineri 16:00-18:00)
- Știrile Focus FM - din oră în oră, de luni până vineri, de la 09:00-17:00, cu Claudia Toader, Elena Petre, Cătălina Jingoiu.
- Focus Mania - radio playlist, fără știri și fără publicitate (vineri, sâmbătă, duminică 20:00)

## Vedetele Focus FM în trecut
- Karla (Răducea) Lucuță
- Adrian Ion
- Cristina Maria Nicolae
- Claudia Toader
- Elena Petre
- Cătălina Jingoiu
- Cristina Dinulescu Sterian
- Alexandra Panaete
- Dan Răspopa